# Jan Šulc (1979)
Jan Šulc (* 17. února 1979 Litvínov) je bývalý český profesionální lední hokejista, hrající na pozici středního útočníka.
Hrál v české extralize za HC Litvínov a také v americké hokejové lize East Coast Hockey League za Toledo Storm a Johnstown Chiefs a v Mezinárodní hokejové lize IHL za Detroit Vipers. Byl draftován na celkově 109. místě ve vstupním draftu NHL 1997 týmem Tampa Bay Lightning.

## Hráčská kariéra
- 1995/1996 HC Chemopetrol Litvínov – dor. (E U18)
- 1996/1997 HC Chemopetrol Litvínov – jun. (E U20)
- 1997/1998 Toronto St. Michael's Majors (OHL), Kingston Frontenacs (OHL)
- 1998/1999 Kingston Frontenacs (OHL), Owen Sound Platers (OHL)
- 1999/2000 Detroit Vipers (IHL), Toledo Storm (ECHL)
- 2000/2001 Detroit Vipers (IHL), Johnstown Chiefs (ECHL)
- 2001/2002 HC Chemopetrol Litvínov (E)
- 2002/2003 HC Chemopetrol Litvínov (E)
- 2003/2004 HC VČE Hradec Králové (1. liga), HC Slovan Ústečtí Lvi (1. liga)
- 2004/2005 HC VČE Hradec Králové (1. liga), KLH Chomutov (1. liga), SK Horácká Slavia Třebíč (1. liga)
- 2005/2006 KLH Chomutov (1. liga)
- 2006/2007 HC Stadion Teplice (2. liga), HC Most (2. liga)

Draft NHL
- 1997 Tampa Bay Lightning (109.)